# Nederlands College voor Rabbinale Zaken
Het Nederlands College voor Rabbinale Zaken of Wa'ad Harabaniem DeHolland (afgekort, alternatieve spelling: Wa'ad HaRabbonim) is het overlegorgaan van de Nederlandse rabbijnen. 

## Functie binnen joods Nederland
Het Nederlands College voor Rabbinale Zaken (NCRZ) is de hoogste rabbinale autoriteit binnen het Nederlands-Israëlitisch Kerkgenootschap (NIK). Het NCRZ komt eens in de twee maanden bijeen om te overleggen over de verschillende Halachische zaken die zich afspelen binnen het Nederlands-Israëlitisch Kerkgenootschap in joods Nederland. Als het college tot een beslissing is gekomen dan wordt die meestal naar buiten gebracht via het lokale rabbinaat. Alle officieel geïnstalleerde rabbijnen hebben zitting in de Wa'ad (NCRZ). Het kantoor is gevestigd in het Joods Cultureel Centrum in Amsterdam.

## Leden van de Wa'ad
Rabbijnen die niet officieel geïnstalleerd zijn maar wel actief zijn als rabbinaal functionaris hebben geen stem binnen de Wa'ad. De vertegenwoordiger van ieder ressort houdt wel rekening met de mening van de onder hem werkende rabbinaal functionarissen. Momenteel bestaat de Wa'ad uit de volgende rabbijnen.
Voorzitter
- Opperrabbijn Binyomin Jacobs (geïnstalleerd als rabbijn van de regio Amersfoort, later als rabbijn van het ressort Interprovinciaal Opperrabbinaat (IPOR) en weer later als opperrabbijn van het IPOR.)

Secretaris
- Rabbijn Raphael Evers (in 1996 geïnstalleerd als rabbijn van Rotterdam.)

Leden
- Rabbijn Jitschak Vorst (geïnstalleerd als rabbijn van Amstelveen)
- Rabbijn Sjimon Evers (geïnstalleerd als rabbijn van regio Amersfoort)
- Opperrabbijn Aryeh Ralbag (geïnstalleerd als opperrabbijn van Amsterdam)
- Rabbijn Shmuel Katzman (geïnstalleerd als rabbijn van Den Haag)
- Rabbijn Eliezer Wolf (geïnstalleerd als dayan/rabbinaal rechter van Amsterdam)